# Pitama lativitta
Pitama lativitta là một loài bướm đêm trong họ Crambidae.